# Pine Valley (Nowy Jork)
Pine Valley – jednostka osadnicza w Stanach Zjednoczonych, w stanie Nowy Jork, w hrabstwie Chemung.